# Andrew Garbarino

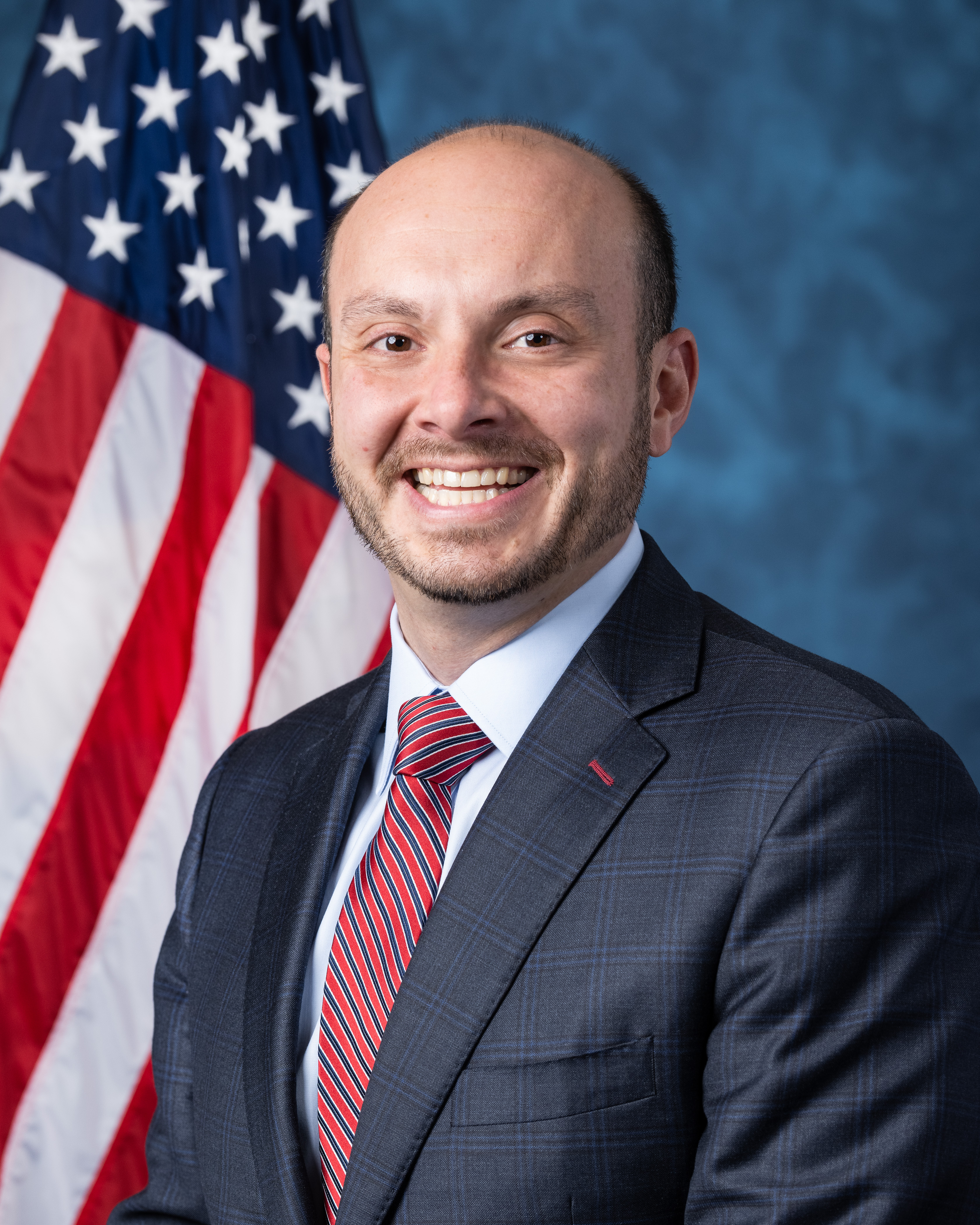
Andrew Garbarino (2021)

Andrew Reed Garbarino (* 27. September 1984 in Sayville, Suffolk County, New York) ist ein US-amerikanischer Politiker der Republikanischen Partei. Seit Januar 2021 vertritt er den zweiten Distrikt des Bundesstaats New York im US-Repräsentantenhaus. Von 2013 bis 2020 gehörte Garbarino der New York State Assembly an.

## Leben
Andrew Garbarino wuchs in Sayville auf Long Island auf und studierte nach dem Abschluss der Sayville High School Geschichte an der George Washington University. Nach seinem Bachelorabschluss begann er ein Studium der Rechtswissenschaften an der Hofstra University, das er 2009 mit dem akademischen Grad Juris Doctor (J.D.) beendete. Danach arbeitete er in der Anwaltskanzlei seines Vaters in Sayville.

## Politik
2012 wurde Garbarino nach dem Rücktritt von Phil Boyle aus der New York State Assembly von der Republikanischen Partei als dessen Nachfolger nominiert. Bei der Wahl setzte er sich mit knapp 57 Prozent der Stimmen gegen den Demokraten Christopher Bodkin durch. Bei den Wahlen 2014, 2016 und 2018 wurde er jeweils in seinem Amt bestätigt.
Bei der Wahl zum Repräsentantenhaus der Vereinigten Staaten 2020 trat der bisherige Abgeordnete des zweiten Kongresswahlbezirkes, der Parteikollege Peter T. King, nicht mehr an. Am 23. Juni 2020 gewann Garbarino die Vorwahl der Republikaner. Bei der Wahl am 3. November 2020 setzte er sich als Kandidat der Republikanischen Partei sowie der Conservative Party, der Libertarian Party und der Save America Movement Party gegen die demokratische Kandidatin Jackie Gordon, sowie Harry Burger von der Green Party mit 52,9 % durch.
Die Primary (Vorwahl) seiner Partei für die Wahlen 2022 konnte er mit 51,2 % gegen zwei Mitbewerber gewinnen. Er trat am 8. November 2022 erneut gegen Jackie Gordon von der Demokratischen Partei an, den er mit rund 61 % noch deutlicher besiegte. In der nächsten Kongresswahl 2024 hatten in den Vorwahlen weder Andrew Garbarino noch der Demokrat Rob Lubin Gegenkandidaten. In der Wahl am 5. November 2024 schlug Garabino dann Lubin mit 59,8 %. Er ist damit seit dem 3. Januar 2025 im Repräsentantenhaus des 119. Kongresses vertreten. Die Legislaturperiode des 119. Kongresses dauert bis zum 3. Januar 2027.

### Ausschüsse
Garbarino ist aktuell Mitglied in folgenden Ausschüssen des Repräsentantenhauses:
- Committee on Ethics
- Financial Services
  - Capital Markets
  - Emergency Preparedness, Response, and Recovery
- Committee on Homeland Security
  - Cybersecurity and Infrastructure Protection

Garbarino ist Mitglied der Republican Main Street Partnership sowie in 36 weiteren Caucuses.